# شاحن عنفي

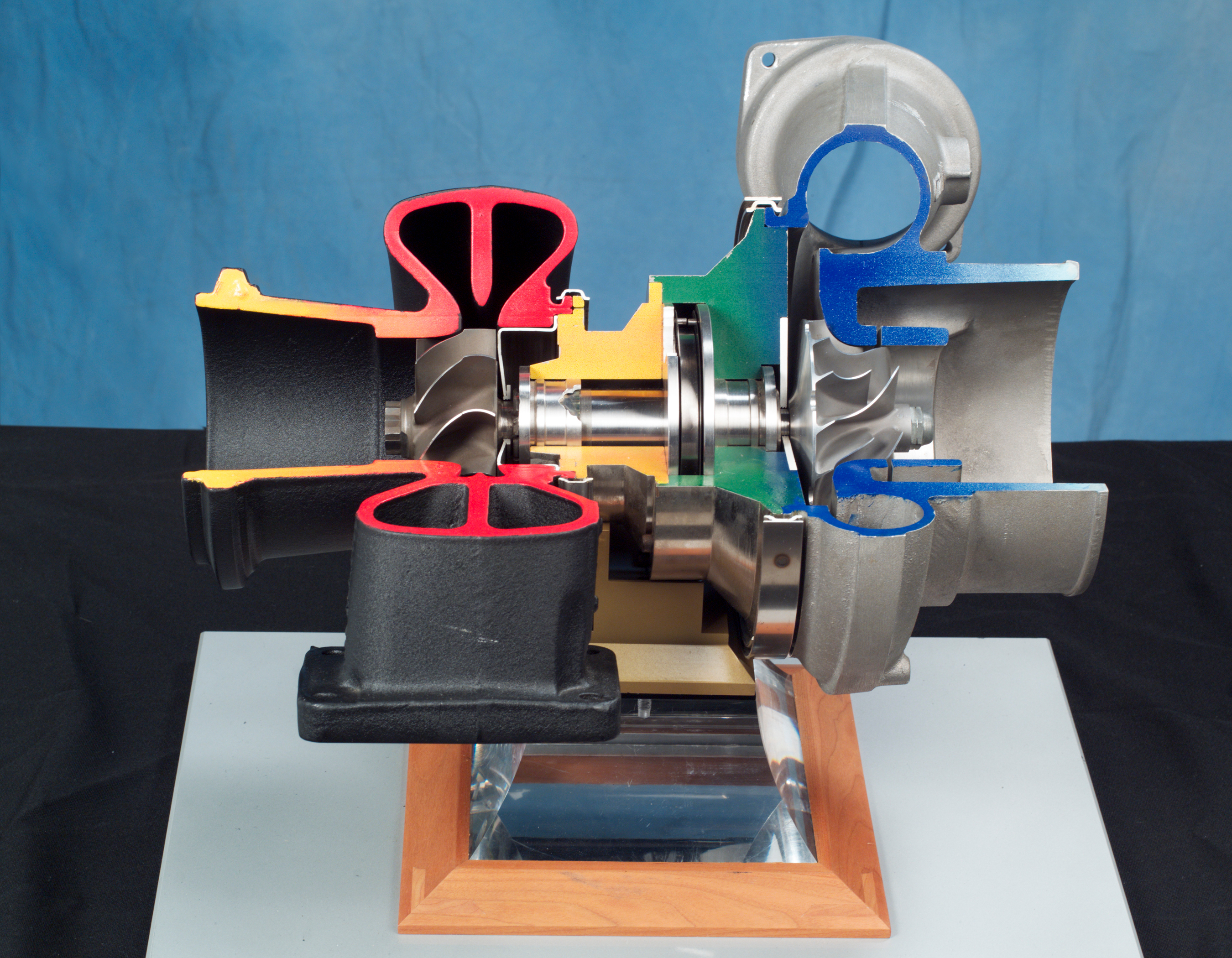
مقطع داخلي لأحد الشواحن التوربينية

الشاحن التوربيني (بالإنجليزية: Turbocharger) هو ضاغط غاز يستعمل لضغط الهواء لمحرك الاحتراق الداخلي لينتج قدره حصانيه أعلى نظراً لحجم المحرك. الفرق بين الشاحن التوربيني (التربو شارجر turbocharger) والشاحن الخارق (السوبر شارجر supercharger) هو ان السوبرشارجر يدور ميكانيكياً عادة بواسطة سير أو ترس من العمود المرفقي (عمود الكرنك) بينما التربوشارجر يدور بغازات العادم
المحرك المزود بالتربوشارجر أكبر قوةً وأكثر فاعليةً من محركات التنفس الطبيعي لان التربوشارجر يزيد من دخول الهواء والوقود لغرفه الاحتراق، كما أن محركات التربوشارجر عادةً أكثر فعالية من محركات السوبر شارجر ولكنها أقل استجابةً منها.
يتواجد التربوشارجر عاده في محركات الشاحنات، السيارات، القطارات وأيضا محركات معدات البناء.
هناك أيضاً محركات مزدوجة الشاحن التوربيني (توين تربو twin-turbo) ويقصد بها محرك بشاحنين تربو. كما توجد محركات مزدوجة الشاحن (توين شارجر twincharger) ويقصد بها محرك به شاحن توربيني وشاحن توربيني فائق.

## التاريخ
ظهرت شواحن الهواء في اواخر القرن التاسع عشر عندما اخترع قوتلب دملير غوتليب دايملر مضخه تدور بعلبه تروس لاجبار الهواء لدخول غرفه الاحتراق عام 1885 م
اخترع الشاحن التربيني من قبل المهندس السويسري الفرد بوتشي Alfred Büchi رئيس البحوث لمحركات الديزل في شركه قبريدر سولزر Gebruder Sulzer لصناعه المحركات في فينترتور Winterhur الذي حصل في عام 1905 م على براءه اختراع لاستخدام شاحن هواء يتحرك على غازات العادم في محركات الديزل لزياده قدرتها الحصانيه واحتاجت الفكرة إلى 20 سنه لتثمر.
أثناء الحرب العالمية الأولى قام المهندس الفرنسي اوغست راتيو Auguste Rateau بتركيب شاحن توربيني على محرك رينو المتواجد على عده مقاتلات فرنسيه بنجاح في عام 1918 , مهندس جنرال الكترك سانفورد موس سانفورد الكسندر موس زود شاحن توربيني لمحرك طائره لبرتي Liberty L-12 [الإنجليزية] المحرك تم تجربته في بايكس بيك في كولورادو على ارتفاع 14000 قدم لاثبات انه يمكن التقليل من فقد الطاقة الحاصل في محركات الاحتراق الداخلي في المرتفعات العالية.
وكان أول اعتماد لتقنية التربوشارجر كان في المحركات الكبيرة للسفن حين كلفت وزارة النقل الألمانية بناء سفينتي ركاب «دانزينج» و«بروسيان» عام 1923. وشهدت الخمسينات من القرن الماضي أولى محاولات استخدام تقنية التربوشارجر في صناعة السيارات حين شكلت ثغرة التربوشارجر مشكلة كبيرة للمهندسين لم يستطيعوا تخطيها حينها.
وفي عام 1973 سابقت سيارة بورشيه 30/917 الرائدة في استخدام تقنية التربوشارجر في «بطولة كان ام» في الولايات المتحدة الأمريكية.

## طريقة العمل
في معظم محركات الاحتراق الداخلي في أحد مراحلها تقوم بسحب الهواء عن طريق خفض المكبس وتوسيع الحجم المتاح داخل الأسطوانة مما يخلق منطقه ظغط منخفض، ولكن الهواء الداخل الأسطوانة لا يكتمل ضغطه إلى 1 ضغط جوي لقصر الوقت. هذا يخفض من الكفاءة الحجمية للآلة التي تعمل بدورة مكونة من 4 مراحل. ولو وصلت كثافة الهواء في الأسطوانة إلى 1 ضغط جوي لتحسنت كفاءة الآلة.
وتنخفض كفاءة الآلة كذلك في الارتفاعات العالية حيث أن كثافة الهواء تقل مع الارتفاع. لهذا نجد أن الشاحن التوربيني يستخدم كثيرافي محرك الطائرات. فعندما ترتفع الطائرة في السماء ينخفض الضغط. فمثلا على ارتفاع 5.500 متر يصل الضغط إلى نصف ضغط جوي عند سطح البحر، مما يعني أن كفاءة محرك الطائرة ستنخفض أيضا على النصف عند هذا الارتفاع.
وهنا تأتي أهمية استخدام الشاحن التوربيني في الطائرة من حيث تحسين الكفاءة الحجميه، كما يوجد نوع محسن يسمى شاحن خارق أو فائق (supercharger) وهما لتحسين كفاءة عمل المحرك، عن طريق زيادة ضخ الهواء في المحرك لتكملة احتراق الوقود. وتأتي الطاقة المستخدمة لتدوير المحور التوربيني من الضغط ودرجة الحرارة العاليتين الخارجتين مع غاز العادم. ويحول التوربين طاقة الوضع وطاقة الحركة لغاز العادم إلى قدرة دورانية تعمل على كبس مزيد من الهواء في غرفة الاحتراق.

## خفض استهلاك الوقود.

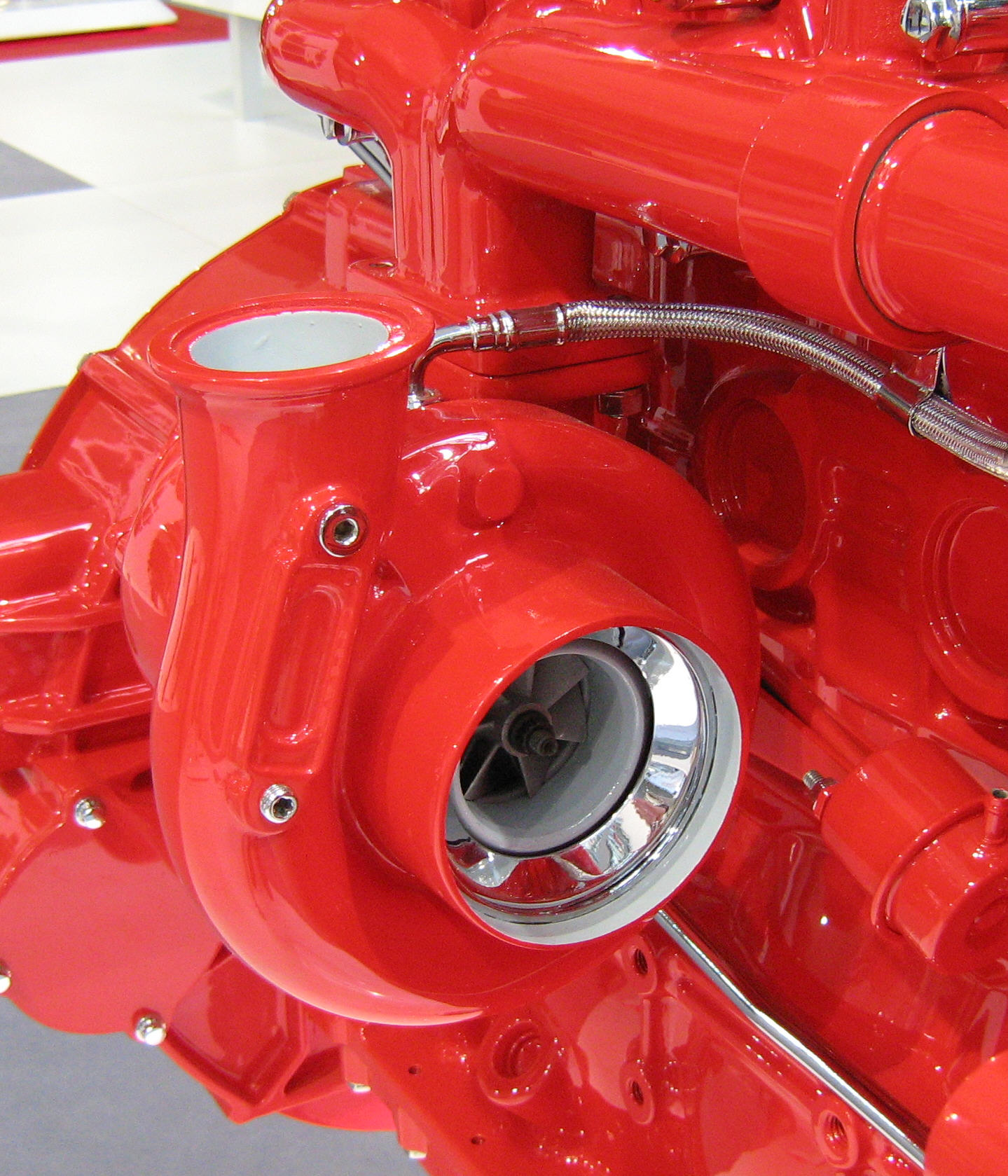
شاحن توربيني لمحرك عربة نقل كبيرة.

يستخدم الشاحن التوربيني أيضا لتحسين احتراق الوقود بصرف النظر عن تحسين القدرة. ويحدث ذلك عن طريق الاستفادة من طاقة الغاز العادم الضائعة باستعادة جزء منها لتشغيل الآلة، بذلك نضمن الاحتراق الكامل للوقود في المحرك قبل طرد الغاز العادم. فعن طريق زيادة درجة حرارة عمل المحرك نحصل كفاءة احسن طبقا لما تنص عليه دورة كارنو بالنسبة إلى الكفاءة الحرارية.
وقد تطورت طرق التحكم في الشاحن التوربيني كثيرا خلال المئة سنة الأخيرة وازدادت تعقيدا. وعلى وجه العموم فالشاحن التوربيني يزيد السرعة عن طريق زيادة قدرة المحرك. واستخداماته متعددة في الطيران وفي آلات الديزل وفي خلايا الوقود وفي سيارات السباق.

## اقرأ أيضا
- شاحن توربيني فائق
- توربين غازي
- توربين بخاري
- سحب قسري